# Christopher Mintz-Plasse
Christopher Mintz-Plasse (Los Ángeles, 20 de junio de 1989) es un actor estadounidense. Ha trabajado en películas como Superbad, Año Uno, Kick-Ass y Movie 43.

## Biografía
Entre 2003 y 2007, cursó estudios secundarios en el El Camino Real High School, donde tomó clases de teatro. Su primer papel importante fue en la película Superbad, que tuvo que filmar bajo la supervisión de un tutor. En 2011 interpretó a Ed en la película de terror Noche de miedo. En 2015, participó en el video de Alison Wonderland "U Don't Know".

## Filmografía
| Año  | Película                     | Papel                                       |
| ---- | ---------------------------- | ------------------------------------------- |
| 2007 | Superbad                     | Fogell/McLovin                              |
| 2008 | Role Models                  | Augie Farks                                 |
| 2009 | Año Uno                      | Isaac                                       |
| 2010 | Kick-Ass                     | Chris D'Amico/Niebla Roja                   |
| 2011 | Noche de miedo               | "Evil" Ed Thompson                          |
| 2011 | Pitch Perfect                | Tommy                                       |
| 2012 | Tag                          | Jacob                                       |
| 2012 | Movie 43                     | Mikey                                       |
| 2012 | The Far Cry Experience       | Él mismo                                    |
| 2013 | This Is the End              | Él mismo                                    |
| 2013 | The To Do List               | Hermano de Cameron (Johnny Simmons)         |
| 2013 | Kick-Ass 2                   | Chris D'Amico/Niebla Roja/The Mother Fucker |
| 2014 | Neighbors                    | Scoonie                                     |
| 2016 | Neighbors 2: Sorority Rising | Scoonie                                     |

### Como actor de voz
| Año  | Película                         | Papel             |
| ---- | -------------------------------- | ----------------- |
| 2010 | Cómo entrenar a tu dragón        | Fishlegs Ingerman |
| 2010 | Marmaduke                        | Giuseppe          |
| 2010 | Legend of the Boneknapper Dragon | Fishlegs          |
| 2012 | ParaNorman                       | Alvin             |
| 2014 | Cómo entrenar a tu dragón 2      | Fishlegs Ingerman |
| 2016 | Trolls                           | Príncipe Gristle  |
| 2019 | Cómo entrenar a tu dragón 3      | Fishlegs Ingerman |
| 2020 | Trolls World Tour                | Rey Gristle       |
| 2023 | Trolls Band Together             | Rey Gristle       |